# Patrick Holzer
Patrick Holzer (* 23. März 1970 in Sexten) ist ein ehemaliger italienischer Skirennläufer. Der Südtiroler war auf Super-G und Riesenslalom spezialisiert und gewann in diesen Disziplinen je ein Weltcuprennen.

## Biografie
Holzer gehörte der Sportgruppe der Carabinieri an. 1987 und 1989 wurde er an den Juniorenweltmeisterschaften jeweils Sechster im Riesenslalom, Einsätze im Weltcup folgten ab 1990. Weltcuppunkte gewann er erstmals am 1. März 1991 als Fünfter des Riesenslaloms in Lillehammer. Zwei Wochen später folgte beim Super-G in Lake Louise der erste Podestplatz. Am 12. Januar 1992 konnte er in Garmisch-Partenkirchen den Super-G auf der Kandahar-Strecke gewinnen.
Aufgrund von Verletzungen konnte Holzer diese Leistungen in den folgenden Jahren nicht bestätigen. 1993 und 1994 konnte er sich kein einziges Mal in den Punkterängen klassieren und kam deshalb hauptsächlich im Europacup zum Einsatz. Erst ab der Saison 1996/97 besserte sich die Situation wieder und er konnte wieder an die Weltspitze vorstoßen. Am 5. Januar 1999 gewann er den Weltcup-Riesenslalom in Kranjska Gora. Nach erneut sehr durchzogenen Leistungen erklärte er Ende der Saison 2002/03 den Rücktritt.
Holzer nahm dreimal an einem olympischen Rennen teil, konnte sich aber nie klassieren. Sein bestes Ergebnis bei Weltmeisterschaften ist ein sechster Platz im Riesenslalom, erzielt 1999 in Vail.

## Erfolge

### Weltmeisterschaften
- Vail/Beaver Creek 1999: 6. Riesenslalom

### Juniorenweltmeisterschaften
- Sälen 1987: 6. Riesenslalom
- Aleyska 1989: 6. Riesenslalom

### Weltcup
- Saison 1990/91: 7. Super-G-Wertung
- Saison 1996/97: 9. Riesenslalomwertung
- Saison 1998/99: 8. Riesenslalomwertung
- 4 Podestplätze, davon 2 Siege:

| Datum           | Ort                    | Land        | Disziplin    |
| --------------- | ---------------------- | ----------- | ------------ |
| 12. Januar 1992 | Garmisch-Partenkirchen | Deutschland | Super-G      |
| 5. Januar 1999  | Kranjska Gora          | Slowenien   | Riesenslalom |

### Europacup
- Saison 1989/90: 4. Super-G-Wertung
- Saison 1993/94: 6. Super-G-Wertung
- Saison 1994/95: 5. Super-G-Wertung

### Weitere Erfolge
- italienischer Meister im Riesenslalom 1998